# سعيد حماد (داعي إسلامي)
سعيد حماد ، (1368 هـ / 1949م - 2020، مرسى مطروح) فقيه، ومحدث، وداعية، وأستاذ جامعي مصري.

## مؤهلاته العلمية
حصل على بكالوريوس الهندسة الكهربائية 1972م ثم التحق بكلية العلوم العسكرية عام 1976م في شهر يونيو. حصل أيضا علي ايجازة التجويد عام 1981م من الأزهر الشريف ثم حصل علي عالية القراءات عام 1984م من الأزهر الشريف.

## نشاطه العلمي
تخرج الشيخ من الكلية الفنية العسكرية دفعة 9 برتبة ملازم أول وتم تعيينه معيداً بنفس الكلية، ولما عين الرئيس السادات الفريق سليم وزيراً للدفاع أخذ معه إلى مكتب الوزارة أنجب تلاميذه من المعيدين والمدرسين بالكلية ومن بينهم فضيلة الشيخ سعيد حماد، ولم يستمر في الوزارة إلا ستة أشهر فقط وعليه أعادوا الشيخ إلى وحدة عسكرية، فطلب منهم عودته إلى الكلية فرفضوا.
مر الشيخ ببعض الظروف أدت بعد ذلك إلى صدور قرار جمهوري بنقله من وزارة الدفاع إلى وزارة النقل والمواصلات (الاتصالات فيما بعد) ليترقى فيها ويثبت كفاءة عالية، حتى صدر قرار بتعيينه مديراً عاماً وعمره 34 سنة فقط ليكون أصغر من يشغل هذا المنصب ٱنذاك. أحيل للتقاعد عام 2009م ليبدأ رحلة جديدة مع الدعوة في أفريقية.
أولاً: علاقة الشيخ بالقرآن الكريم كان الشيخ يقرأ بالقراءات العشر وكان حسن الصوت سريع الاستحضار للآيات.
ثانياً: حب الشيخ للدعوة إلى الله فكانت الدعوة تجري في عروقه شديد الاعتزاز بالإسلام يحسن عرضه على غير المسلمين. أسلمت قرى بأكملها على يديه في غرب أفريقيا.

## مؤلفاته
ألف الشيخ سعيد حماد
- كتاب الأحكام الشرعية في الأسفار الجوية.(مطبوع)
  - كتاب جني الثمرات من نظم الورقات .(مطبوع)
- كتاب النقد والتعليل لبناء الأحكام على ما أصل في البيان والتحصيل .(مطبوع)